# Umberto Ranieri
Umberto Ranieri (Napoli, 24 novembre 1947) è un politico italiano.
È un esponente del Partito Democratico. Laureato in Filosofia, svolge la professione di giornalista.

## Biografia
È iscritto dal 1994 come giornalista professionista all'Ordine dei Giornalisti della Campania. Umberto Ranieri svolge anche incarichi universitari come docente a contratto all'Università "La Sapienza" di Roma, dove insegna "Storia dell'Europa", all'Università "Suor Orsola Benincasa" di Napoli, dove tiene il corso di "Economia dei paesi in via di sviluppo", e all'Orientale di Napoli, dove insegna "Politica estera dell'Unione europea". Ha collaborato con Il Riformista e con L'Unità.

### Carriera politica
Ranieri aderisce al Partito Comunista Italiano (PCI), divenendo esponente della corrente "miglioristi" di Giorgio Napolitano e a diventare segretario della federazione di Napoli. Dopo la caduta del Muro di Berlino, che segnerà la fine del PCI, nel 1991 aderisce alla svolta della Bolognina del Partito Democratico della Sinistra, per poi confluire nel 1998 nei Democratici di Sinistra alla svolta di Massimo D'Alema.
Nel 1992 viene eletto Senatore e nel 1994 deputato, come esponente del Partito Democratico della Sinistra. Viene poi rieletto per tre volte consecutive alla Camera dei deputati. Nella XIII Legislatura (1996 – 2001) viene eletto con il sistema maggioritario nella Circoscrizione XIX (“Campania 1”), nel Collegio “Napoli 8”, nella lista del PDS; si iscrive al Gruppo Parlamentare “Democratici di Sinistra – L'Ulivo”. Nella XIV Legislatura (2001 – 2006) viene eletto con il sistema proporzionale nella Circoscrizione XIX (“Campania 1”), nella lista "Democratici Sinistra"; si iscrive al Gruppo Parlamentare “Democratici di Sinistra – L'Ulivo”.
Nella XV Legislatura (dal 2006) viene eletto nella Circoscrizione XIX (“Campania 1”), nella lista “Ulivo”; si iscrive al Gruppo Parlamentare “L'Ulivo”. Viene nominato Sottosegretario di Stato agli Affari Esteri in tre diversi Esecutivi: nel Governo D'Alema I (21 ottobre 1998 – 22 dicembre 1999); nel Governo D'Alema II (22 dicembre 1999 – 25 aprile 2000); nel Governo Amato II (25 aprile 2000 – 11 giugno 2001). Inoltre, nella XIV Legislatura è Vicepresidente della III Commissione Permanente della Camera dei deputati (Affari esteri e comunitari). Nella XV Legislatura è Presidente della stessa Commissione; è stato eletto il 6 giugno 2006 con nessun voto contrario e dichiarazioni di stima anche da parte di avversari politici come Gianfranco Fini. Nell'adempimento del suo incarico Umberto Ranieri si dichiara fautore di una collocazione atlantica dell'Italia non allineata a posizioni filo-statunitensi, ma europee, di cui auspica un ruolo strategico autonomo negli equilibri geopolitici internazionali. 
Nel 2007 aderisce al Partito Democratico, sostenendo alle primarie la candidatura di Enrico Letta. È stato dal maggio 2008 alla primavera del 2009 responsabile della preparazione del programma del Partito Democratico per le elezioni del Parlamento europeo. È stato presidente del Forum progetto Mezzogiorno del Pd e membro del Coordinamento nazionale del partito. Presidente della Fondazione Mezzogiorno Europa. 
Nel 2011 si presenta alle primarie per il candidato sindaco di Napoli della coalizione di centrosinistra, in opposizione alla candidatura di Andrea Cozzolino, vicino all'ex sindaco Antonio Bassolino. La competizione si chiude con aspre polemiche e accuse di manipolazione dei voti, che portano prima all'annullamento del risultato del primo spoglio che aveva dato vincente Cozzolino e poi all'annullamento delle primarie. Il candidato sindaco viene scelto dai vertici nazionali, in Mario Morcone. Nel 2016 annuncia nuovamente la sua candidatura alle Primarie del Partito Democratico per il sindaco di Napoli, ma la sua candidatura è respinta dalla Commissione regionale di garanzia.

## Opere
- L'Europa e gli altri, ed. Guida, 2003.
- La difficile maturità. La sinistra alla prova del governo, ed. Guida, 1998.
- Sinistra impossibile?, Edizioni Scientifiche Italiane, 1995.
- Battaglie riformiste a Napoli, ed. Calice, 1993.
- La sinistra difficile, ed. Calice, 1990.
- La sinistra e i suoi dilemmi Marsilio, 2005.
- Napolitano, Berlinguer e la luna Marsilio, 2014.